# マーリン・ルアンダ号へのミサイル攻撃
マーリン・ルアンダ号へのミサイル攻撃（マーリン・ルアンダごうへのミサイルこうげき）とは、紅海危機中の2024年1月26日、石油タンカー「マーリン・ルアンダ号」がフーシ派が発射した対艦ミサイルの直撃を受けた事件である。

## マーリン・ルアンダ号の詳細
マーリン・ルアンダ号は中華人民共和国台州市のニュータイムズ造船所で起工され、2018年に進水した石油タンカーである。船籍はマーシャル諸島。香港の企業Ocean Yi Shippingが所有し、Navig8 Asiaが運用していた。竣工当時の名称は「Navig8 Pride LHJ」。2022年2月、同船はPolar 18 Ltdに売却され、マーリン・ルアンダ号に改名された。同船は英国を拠点とするOceonix Servicesによって運用され、シンガポールの企業であるSuntech Maritimeが管理を行っていた。
因みに、事故発生後の2024年4月、所有者、管理者、船籍はそのまま、「Boccadasse」に改名されている。

## ミサイル攻撃
2023年11月にフーシ派による商船への攻撃が開始されたにもかかわらず、2024年1月までに、カタール・ペトロリアムを除くほとんどの石油タンカーが紅海を航行していた。エジプトからシンガポールへ向けて航行していたマーリン・ルアンダ号は、紅海危機への対策として、安く購入したロシア産ナフサを積んでいたが、フーシ派反体制派が発射した対艦ミサイルの攻撃を受けた。攻撃直撃時、同船はアデンから南東約110キロメートル（59海里、68マイル）にいた。
攻撃に当たったことで右舷の貨物タンクから火災が発生し、乗組員は消火装置を使い消火にあたった。事故発生直後の報道では、乗組員は船から逃げたとされていたが、後にそれは誤りであることが確認された。
その後、アメリカ海軍ミサイル駆逐艦「カーニー」（USS Carney, DDG-64）はマーリン・ルアンダ号に向かって舵を切った。しかしそれを妨害するようにフーシ派は「カーニー」に攻撃を行った。アメリカ政府関係者（匿名）によれば、紅海危機が始まって以来、フーシ派がアメリカ海軍の艦船を直接標的にしたのはこれが初めてだという。
1月27日、Trafiguraは声明を発表し、乗組員は無傷で、米海軍艦船の助けを借りて消火活動を続けている報告。同日、Trafiguraはインド、アメリカ、フランス船舶の支援で火災は消し止められ、船は安全な港に向かっていると発表した。消火活動には「カーニー」、フランス海軍のフリゲート「 アルザス」、インド海軍の駆逐艦「ヴィシャーカパトナム」が支援した。インド海軍の水兵10人が消火用の装備を携えて乗船し、22人のインド人と1人のバングラデシュ人から成るマーリン・ルアンダ号の乗組員とともに6時間にわたって消火活動を行った。
フーシ派は、マーリン・ルアンダ号はイギリスが軍事用に使用している船であると主張し、「米英によるわが国への侵略に対抗するために攻撃を行った」としている。

## その後
Trafiguraは、本攻撃後に石油タンカーであるフリー・スピリット号がアデン湾岸を避けるように航海したことを挙げ、紅海を通過することが危険な状態になってしまったとした。2024年1月30日には、フーシ派はOceonix Servicesが運用する2隻目の船で、CMA CGMにチャーターされたコンテナ船「Koi」への攻撃を行ったが、失敗に終わった。
2024年7月、国際海事機関（IMO）は、マーリン・ルアンダ号の乗組員と船長アヴィラシュ・ラワットが本事象で行った消火活動を、「火災と闘うために消火活動や、損失を少なくするように考え、発揮された並外れた勇気、決断力、持久力」として、「IMO 2024年の海上における勇気 特別賞」として表彰した。